# Плавучие базы подводных лодок проекта 1886

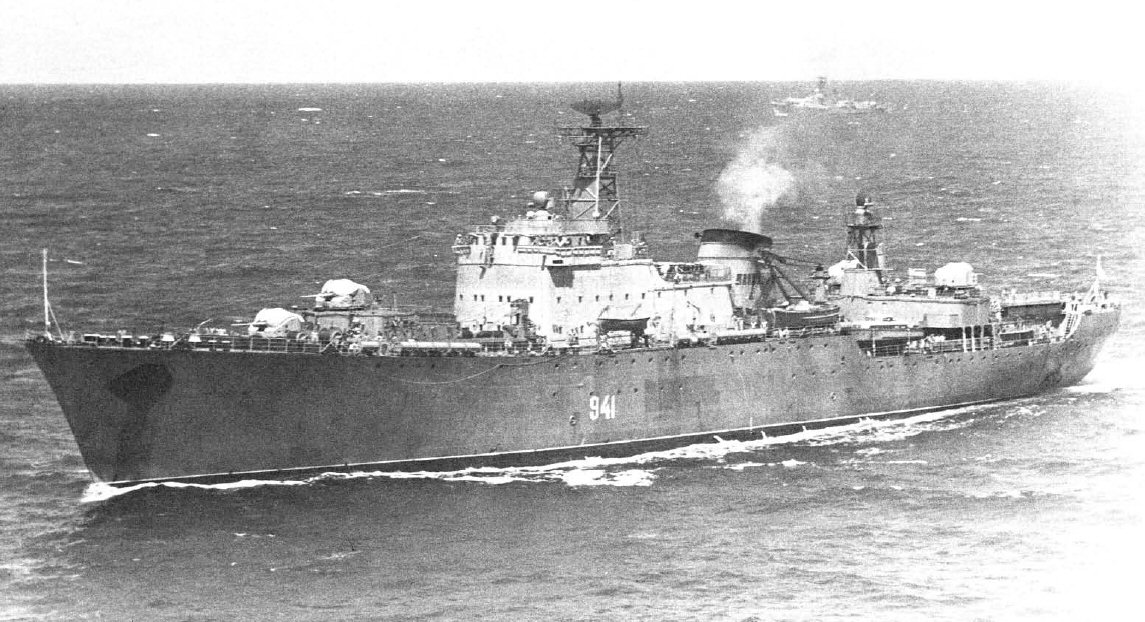
Плавучая база проекта 1886.

Плавучие базы подводных лодок проекта 1886 — серия советских плавучих баз подводных лодок, служивших в составе ВМФ СССР.
Относятся к кораблям 2-го ранга.

## История разработки и строительства
Проект плавучей базы ПЛ был разработан в центральном конструкторском бюро «Айсберг» под руководством главного
конструктора И. Г. Когана и во многом повторял проект 310. Главным наблюдающим от ВМФ за строительством плавучих баз типа был капитан 2 ранга О. А. Фоменко.
Строительство головной базы было завершено в Николаеве на Черноморском судостроительном заводе в 1963 году. Всего для ВМФ ВС СССР в 1963—1972 годах было построено девять плавбаз проекта 1886, в том числе две плавбазы («Бородино» и «Гангут») были построены по изменённому проекту 1886У как учебные корабли, но с сохранением всего оборудования плавбазы. Ещё одна плавбаза была построена по проекту 1886М для ВМС Индии.

## Конструкция
Плавучая база подводных лодок проекта 1886 имела полное водоизмещение 7980 тонн, порожнее — 5270 тонн. Главные размерения: длина максимальная — 144,8 м, ширина — 18,1 м, осадка — 6,0 м. Двухвальная дизель-электрическая ПГ-112 Kolomna 37D , 2 ВФШ, 2 ДГ по 1470 кВт, 4 ДГ по 500 кВт, 2 ДГ по 300 кВт главная энергетическая установка мощностью 4000 л. с. обеспечивала кораблю скорость полного хода 16 узлов. Дальность плавания достигала 5000 морских миль (на скорости 13 узлов) и 11 500 миль (на скорости 9 узлов), автономность — 40 суток. Экипаж состоял из 250 человек.
Плавучая база могла обслуживать две подводные лодки проекта 629 или проекта 651 или атомную подводную лодку 1-го поколения. На плавучей базе проекта 1886 могли храниться 44 торпеды калибра 533 и 400-мм.
Оборонительное вооружение кораблей проекта 1886 состояло из четырёх 57-мм спаренных установок АК-725 с РЛС управления «Барс», гидроакустические станции: ГС-572 «Пегас-2 ШПС МГ-26, МГ-10М, МГ-7(2шт)». После модернизации плавбазы ПБ-20, ПБ-32, ПБ-82, «Иван Колышкин» также получили две счетверённые пусковые установки ПЗРК «Стрела-3» (боекомплект — 16 зенитных управляемых ракет). Впервые на советской плавбазе было обеспечено базирование одного вертолёта типа Ка-25 (имелась взлётно-посадочная площадка и вертолётный ангар).

## Представители проекта
| Наименование                             | Завод            | Заводской номер | Дата закладки   | Дата спуска на воду | Дата зачисления в списки | Флот              | Статус                                           |
| ---------------------------------------- | ---------------- | --------------- | --------------- | ------------------- | ------------------------ | ----------------- | ------------------------------------------------ |
| «Владимир Егоров» До 1968 — ПБ-82.       | Черноморский ССЗ | 681             | 17 июня 1961    | 29 сентября 1962    | 27 декабря 1963          | СФ                | Списан 24 июня 1991.                             |
| «Лена» До 1970 — ПБ-32.                  | Черноморский ССЗ | 682             | 11 октября 1961 | 28 апреля 1963      | 29 декабря 1964          | СФ                | Списан 24 июня 1991.                             |
| «Тобол» До 1967 — ПБ-20.                 | Черноморский ССЗ | 683             | 4 октября 1962  | 1963                | 25 сентября 1965         | СФ                | С 1970 — корабль управления. Списан 5 июля 1994. |
| «Иван Кучеренко» До 1968 — ПБ-6.         | Черноморский ССЗ | 684             | 10 мая 1963     | 28 ноября 1965      | 14 января 1967           | ТОФ               | Списан 5 июля 1994.                              |
| «Волга»                                  | Черноморский ССЗ | 685             | 2 декабря 1965  | 30 декабря 1966     | 30 мая 1968              | СФ, затем ЧФ      | Списан в 2002.                                   |
| «ПБ-7» После 1968 — Амба А14, затем А54. | Черноморский ССЗ | 686             | 5 января 1967   | 18 января 1968      | 31 октября 1968          | ВМС Индии         | Списан 16 июля 2006.                             |
| «Иван Вахрамеев»                         | Черноморский ССЗ | 687             | 23 января 1968  | 5 ноября 1968       | 30 августа 1969          | ТОФ               | Списан 5 июля 1994.                              |
| «Иван Колышкин»                          | Черноморский ССЗ | 690             | 9 августа 1971  | 30 марта 1972       | 27 декабря 1972          | СФ                | Списан 17 декабря 1994.                          |
| «Бородино»                               | Черноморский ССЗ | 688             | 30 марта 1968   | 30 января 1970      | 30 декабря 1970          | БФ, с 1978 — ТОФ. | Списан 31 июля 1996.                             |
| «Гангут»                                 | Черноморский ССЗ | 689             | 28 ноября 1968  | 30 декабря 1970     | 5 ноября 1971            | БФ                | Списан в 1998.                                   |